# Glen Hansard
Glen Hansard (21. dubna 1970, Dublin, Irsko) je zpěvákem a kytaristou irské skupiny The Frames.

## Život
Glen Hansard se narodil a vyrůstal v Ballymunu, chudé dělnické čtvrti Dublinu. Otec se živil jako hlídač parkoviště a matka prodávala u stánku s ovocem. Když se rodině začalo trochu dařit, přestěhovali se do malého domku v lepší části města. Láska k hudbě ho provázela odmalička. Matka mu před spaním zpívávala písně od Leonarda Cohena, jeho strýc hrál na kytaru a daroval Glenovi elektrickou kytaru Fender Telecaster, na kterou hraje Glen dodnes. Ve svých třinácti letech, po rozhovoru s ředitelem, přestal chodit do školy a začal si vydělávat hraním v dublinských ulicích. Vedle tradičních irských tradiciónálů a klasických folkových písní postupně začal hrát i své vlastní písně.
V roce 1990 založil kapelu The Frames a zanedlouho si ho vyhlídl Alan Parker, režisér slavných filmů The Wall a Půlnoční expres, a nabídl mu roli v připravovaném filmu The Commitments. Film je dodnes mnohými považován za nejlepší irský muzikál. Tímto snímkem se sice dostal do širšího povědomí, opravdovou odezvu mu ale přinesla až pátá studiová deska, For The Birds, díky které se The Frames stali hvězdami v domovském Irsku a začalo se o nich mluvit i v Evropě. Díky této slávě, zatím pouze v kruzích hudebních nadšenců, se Glenovi splnil sen, když se mohl setkat a zazpívat si se svými vzory, Bobem Dylanem a Vanem Morrisonem. Spolupracoval také s řadou irských umělců jako jsou Damien Rice, Mic Christopher, Nina Hynes, Mark Geary, Josh Ritter nebo kapela Interference.
Do České republiky Glen Hansard zavítal v roce 2001, kdy zde odehrál tři koncerty v Praze. Od té doby se do České republiky sám i s kapelou The Frames v různých intervalech vrací. Ve stejném roce skupina odehrála koncert na hudebním festivalu Valašský špalíček ve Valašském Meziříčí. Zde poznal Markétu Irglovou, talentovou mladou klavíristku. S Markétou (údajně byla nějaký čas i jeho partnerkou, což v jednom rozhovoru později popřel)
začal nejdříve vystupovat na koncertech, později spolu natočili desku The Swell Season a v roce 2006 natočili film Once, díky kterému se masově proslavili po celém světě.
Glen se netají svou velkou náklonností k České republice. Miluje českou kuchyni, knížky Josefa Škvoreckého, filmy Jana Švankmajera, snímky Ostře sledované vlaky Jiřího Menzela a Vrchní, prchni Ladislava Smoljaka. Rád si také pochvaluje české publikum, které podle něho „umí naslouchat jako žádné jiné“. Mezi své oblíbené zpěváky řadí Boba Dylana, Vana Morrisona a Leonarda Cohena.

## Hudba
Kromě působení ve své domovské kapele The Frames, se kterou nahrál devět alb, natočil Glen Hansard také tři alba s českou zpěvačkou a klavíristkou Markétou Irglovou, která pochází z Valašského Meziříčí. První album, The Swell Season, vyšlo v roce 2006. Jeho název odkazuje na Škvoreckého román Prima sezóna a impulsem pro jeho vznik bylo přání Jana Hřebejka použít Hansardovu hudbu v připravovaném filmu Kráska v nesnázích. Původně Jan Hřebejk chtěl pro svůj film nahrát dvě akustické verze dvou starších písní, když však Glen s Markétou dostali na natáčení ve studiu pět dní, natočili hned dvanáct písní.

### Alba s The Frames
- Another Love Song (1991)
- Fitzcarraldo (1995)
- Dance the Devil (1999)
- For the Birds (2001)
- Breadcrumb Trail (2002) (živé album natočené v ČR)
- Set List (2003) (živé album)
- Burn the Maps (2004)
- The Cost (2006)
- Longitude (2015)

### Alba s Markétou Irglovou
- The Swell Season (2006)
- Once OST (2007)
- Strict Joy (2009)

### Sólová alba
- Rhythm and Repose (2012)
- Didn’t He Ramble (2015)
- Between Two Shores (2018)
- This Wild Willing (2019)
- All That Was East Is West of Me Now (2023)

## Film

### The Commitments
Glen Hansard si zahrál ve filmu Alana Parkera The Commitments, kde ztvárnil roli kytaristy jménem Outspan Foster. Snímek o skupině soulových hudebníků se setkal s výraznou pozitivní odezvou a stal se jedním z kultovních filmů irské kinematografie. Sám se později vyjádřil, že si účast ve filmu vyčítá, protože ho odvedla od budování vlastní hudební kariéry.[zdroj?]

### Once
V roce 2006 si zahrál spolu s Markétou Irglovou hlavní role v komorním hudebním snímku Once, režírovaném bývalým členem The Frames Johnem Carneyem a částečně inspirovaném jeho kariérou pouličního hráče v Dublinu. Původně měl Hansard pro Once napsat pouze hudbu, hlavní role měli ztvárnit irský herec Cillian Murphy a pro roli dívky si režisér představoval herečku z Rumunska. Murphy ovšem na poslední chvíli svou účast odřekl a zdálo se, že se film vůbec nenatočí, protože režisér nenašel ani vhodnou herečku. Glen Hansard pro roli hlavní hrdinky navrhl Markétu Irglovou a nakonec i sám přijal roli hlavního hrdiny. Film natočený za 150 tisíc dolarů vydělal během prvního roku od uvedení přes 10 milionů dolarů a stalo se z něho největší překvapení roku.

### Ocenění
Za romantickou píseň „Falling Slowly“ z filmu Once dostal Cenu akademie - Oskara za nejlepší filmovou píseň roku 2007. Kromě Oscara obdržel film také další ceny. Získal si pozornost publika i kritiky a obdržel cenu diváků na filmovém festivalu Sundance 2007. Počátkem prosince 2007 dostali Hansard a Irglová cenu za nejlepší hudbu k filmu od Asociace losangeleských filmových kritiků. V lednu 2008 v Los Angeles vyhráli cenou The Critics Choice Awards za píseň Falling Slowly. Zároveň byli nominováni na dvě ceny Grammy a to za nejlepší píseň (Falling Slowly) a za soundtrack k filmu. Ve stejném měsíci byl film Once oceněn cenou Zlaté rajče, kterou získávají filmy s nejlepším hodnocením od filmových kritiků a diváků.